# Korsun-Tjerkassy-fickan
Korsun-Tjerkassy-fickan var ett slag på östfronten i Ukraina under andra världskriget under vintern 1944 mellan tyska Armégrupp Süd och Röda arméns (1:a ukrainska fronten och 2:a ukrainska fronten). "Fickan" avser att tyska förband blev inringade.

## Bakgrund
Efter slaget vid Kursk sommaren 1943 hade Röda armén definitivt övertagit det strategiska initiativet på östfronten, och under hårda strider pressat den tyska Armégrupp Süd västerut i Ukraina. Under hösten 1943 retirerade tyskarna över floden Dnepr. Från tysk sida hoppades man kunna hejda Röda armén vid denna flod. Detta misslyckades dock och Röda armén lyckades forcera floden på flera ställen. I början av 1944 hade en tysk frontutbuktning uppstått vid staden Tjerkassy. Från sovjetisk sida planerade man en operation för att skära av och förinta de tyska styrkorna som fanns i denna utbuktning och återupprepa segern från slaget vid Stalingrad. De sovjetiska styrkorna leddes av marskalk Georgij Zjukov.

## Slagets förlopp
På morgonen den 25 januari gick 2:a ukrainska fronten till anfall i skarven mellan XI. Armeekorps och XXXXVII. Panzerkorps. Tyngdpunkten i anfallet kom att ligga på det 21 kilometer långa frontavsnittet som 389. Infanterie-Division höll, divisionen var kraftigt försvagad och hade bara 1 500 infanterister. Detta kom att bli starten på den inringningsoperation som Röda armén kom att genomföra och lyckades inringa den XXXXI. Armeekorps och XI. Armeekorps, två tyska armékårer (sex divisioner, cirka 60 000 man) som försvarade frontutbuktningen väster om  Tjerkassy. Tyskarna, under befäl av fältmarskalk Erich von Manstein, insåg snabbt att de inringade tyska enheterna skulle förintas om de inte lyckades bryta sig ur inringningen (man hade slaget vid Stalingrad i färskt minne). Följaktligen satte man igång omfattande anfall för att befria de inringade tyska förbanden. Tyskarna hoppades även kunna inringa de sovjetiska förband som inringat tyskarna. Slaget genomfördes i mycket svåra väder- och terrängförhållanden med bland annat gyttja och dimma, vilket allvarligt försvårade förflyttning av förband. Slaget var taktiskt komplicerat då båda sidor anföll samt försökte inringa sin motståndare. Efter mycket hårda strider lyckades den inringade tyska styrkan bryta sig ur den sovjetiska inringningen, dock kvarlämnades all tyngre materiel så som kanoner och stridsvagnar. Under striderna hade den inringade tyska styrkan delvis "hållits vid liv" av Luftwaffe som flugit in underhåll och evakuerat sårade. Omkring 40 000 tyskar av 60 000 lyckades bryta sig ur inringningen den 16-17 februari (denna siffra inkluderar sårade som flögs ut).

## Slagets effekter

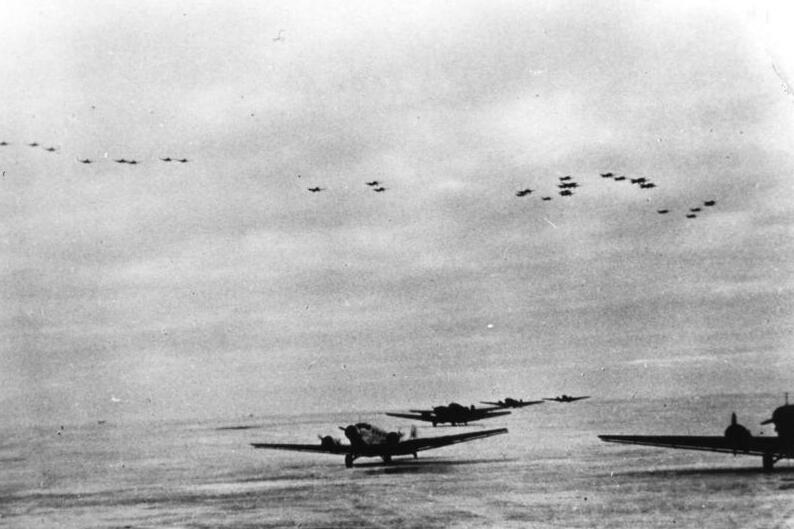
Junkers Ju 52/3m transportplan på ett flygfält nära Korsun, formationer med Junkers Ju 87 i bakgrunden.

Taktiskt kan slaget ses som en tysk seger då Röda armén misslyckades med att förinta den tyska styrkan - vilket var avsikten - och att tyskarna lyckades bryta sig ur inringningen. Att de tyska förbanden höll ihop och fortsatte strida trots att de var inringade kan ses som ett bevis på det väl fungerande tyska ledarskapet och den höga stridsmoralen på taktisk nivå. En allmän skräck att tillfångatas fanns också. Strategiskt var slaget tveklöst en sovjetisk seger då de tyska stridskrafterna i Ukraina ytterligare försvagades allvarligt. Att tyskarna överhuvudtaget hade inringats berodde delvis på Adolf Hitlers ovilja att dra tillbaka tyska förband även då det var uppenbart att det förelåg stor risk att de skulle inringas. Slaget visade också att Röda armén hade blivit minst lika kompetent som tyskarna att planera och leda rörliga operationer. Efter slaget hävdade båda sidor att man avgått med segern.

## Övrigt
- Under slaget deltog 5. SS-Panzer-Division Wiking som innehöll ett litet antal svenska frivilliga i Waffen-SS av vilka flera stupade under slaget.